# ليتل جوني تايلور
ليتل جوني تايلور (بالإنجليزية: Little Johnny Taylor)‏ هو مغني أمريكي، ولد في 11 فبراير 1943، وتوفي في 17 مايو 2002.

## وصلات خارجية
- ليتل جوني تايلور على موقع IMDb (الإنجليزية)
- ليتل جوني تايلور على موقع ميوزك برينز (الإنجليزية)
- ليتل جوني تايلور على موقع أول ميوزيك (الإنجليزية)
- ليتل جوني تايلور على موقع ديسكوغز (الإنجليزية)